# Anna Valle (actriz)
Anna Valle (Roma, 19 de junio de 1975) es una actriz y ex modelo italiana, elegida Miss Italia 1995.

## Biografía
Anna Valle nacida en Roma, hasta los trece años vivió en Ladispoli. De aquí, tras la separación de los padres, junto con su madre y su hermana, se trasladó a Sicilia, a Lentini, país de origen de su madre, fijando allí su residencia. Estudió en el liceo classico Gorgia di Lentini y tuvo su primera experiencia teatral actuando en el Teatro griego de Siracusa, donde interpretó a Mirrina en Lisístrata.
A la edad de diecinueve años, habiendo terminado sus estudios secundarios, se matriculó en la facultad de derecho de la Universidad de Catania, pero interrumpió sus estudios en 1995, cuando fue elegida Miss Italia 1995, participando en el concurso con el título de Miss sicilia Antes de participar en el concurso de belleza, trabajaba en la tienda de lencería de su madre y por su propia confirmación, accedió a participar solo después de la segunda vez que los promotores se lo pidieron. En el mismo año participó en Miss Universo 1996, y en el videoclip de la canción Giovane amante mia de Gianni Morandi.
Su sueño de ser actriz puede así hacerse realidad gracias a la gran popularidad que ha alcanzado; interpreta algunas fotonovelas mientras estudia actuación en el Teatro Azul de Roma, de Beatrice Bracco, es elegida para un papel principal en la ficción televisiva Commesse (1999), con Sabrina Ferilli y Nancy Brilli. Posteriormente participa en otras telenovelas como protagonista, entre ellas: Turbo (2000), Commesse (2001), Papa Giovanni y Per amore de 2002, Augusto y Soraya de 2003, Le stagioni del cuore (2004), Callas e Onassis (2005), Fuga per la libertà - L'aviatore (2008) y Nebbie e delitti 3 (2009).

## Vida personal
Anna Valle desde 2008 está casada con un abogado y productor de Vicenza, Ulisse Lendaro, es madre de Ginevra, nacida el 20 de abril de 2008, y de Leonardo, nacido el 30 de abril de 2013.

## Filmografía

### Películas
- Le faremo tanto male, dirigida por Pino Quartullo (1998)
- Sottovento!, dirigida por Stefano Vicario (2001)
- SoloMetro, dirigida por Marco Cucurnia (2007)
- MissTake, dirigida por Filippo Cipriano (2008)
- Carnera - The Walking Mountain, dirigida por Renzo Martinelli (2008)
- L'età imperfetta, dirigida por Ulisse Lendaro (2017)

### Televisión
- Commesse – serie de TV (1999)
- Tutti per uno, dirigida por Vittorio De Sisti – miniserie de televisión (1999)
- Turbo – serie de televisión (1999-2000)
- Giochi pericolosi – película para televisión (2000)
- Aeon - Countdown im All – miniserie de televisión, 3 episodios (2000-2001)
- Cuore, dirigida por Maurizio Zaccaro – miniserie de televisión (2001)
- La memoria e il perdono – película para televisión (2001)
- Per amore, dirigida por Maria Carmela Cicinnati y Peter Exacoustos – miniserie de televisión (2002)
- Papa Giovanni - Ioannes XXIII, dirigida por Giorgio Capitani – miniserie de televisión (2002)
- Soraya, dirigida por Lodovico Gasparini – miniserie de televisión (2003)
- Augusto - Il primo imperatore (Imperium: Augusto), dirigida por Roger Young – miniserie de televisión (2003)
- Le stagioni del cuore – serie de televisión (2004)
- Callas e Onassis, dirigida por Giorgio Capitani – miniserie de televisión (2005)
- Era mio fratello, dirigida por Claudio Bonivento – miniserie de televisión (2007)
- Fuga per la libertà - L'aviatore, dirigida por Carlo Carlei – película para televisión (2008)
- Carnera - Il campione più grande, dirigida por Renzo Martinelli – miniserie de televisión (2008)
- Nebbie e delitti – serie de televisión, 3 episodios (2009)
- Atelier Fontana - Le sorelle della moda, dirigida por Riccardo Milani – miniserie de televisión (2011)
- Un amore e una vendetta – serie de televisión (2011)
- Questo nostro amore – serie de televisión (2012-2018)
- Barrabás, dirigida por Roger Young – miniserie de televisión (2012)
- Mister Ignis - L'operaio che fondò un impero, dirigida por Luciano Manuzzi – miniserie de televisión (2014)
- Tango per la libertà, dirigida por Alberto Negrín – miniserie de televisión (2016)
- Sorelle – serie de televisión (2017)
- La Compagnia del Cigno – serie de televisión (2019-2021)
- Vite in fuga, dirigida por Luca Ribuoli – serie de televisión (2020)
- Luce dei tuoi occhi – serie de televisión (2020)
- Lea – serie de televisión (2022)
- Illuminate: Wanda Ferragamo, la realtà di un sogno, dirigida por Michele Imperio – docu-film (2023)

### Cortometrajes
- Le due bambole rosse, dirigida por Alessandro Ingargiola (1996)

### Videoclips
- Innamorato de Gianni Morandi (2000)

### Teatro
- Le troiane de Eurípides, dirigida por Piero Maccarinelli (2005)
- Confidenze troppo intime de Jérôme Tonnerre, dirigida por Piergiorgio Piccoli (2010-2012)
- Le cognate - Cena in famiglia de Éric Assous, dirigida por Piergiorgio Piccoli (2018-2019)

## Programas de televisión
- Miss Italia (Rai 1, 1995) concursante
- Miss Universo (CBS, 1996) concursante
- Il grande gioco del mercante in fiera (TMC, 1996)
- Sanremo si nasce (Rai 1, 1999)
- Premio Campiello (Rai 1, 2012)
- Prodigi - La musica è vita (Rai 1, 2017)